# ウエストボール
ウエストボール（和製英語）、またはウエストピッチ (英：waste pitch) とは、投手が打者を打ち取るために敢えて投げるボール球のこと。日本語では、捨て球、遊び球、釣り球、あるいは見せ球などとも称される。
語源である"waste"（無駄）の正しい発音は「ウエイスト」に近いが、日本の野球用語としては「ウエスト」と表記・発音されるのが慣習である。
盗塁、エンドランあるいはスクイズプレイなどを警戒・阻止するためにストライクゾーンから大きく外れた投球をするピッチアウトとは区別される。

## 概要
ウエストピッチは0ボール2ストライクなどの投手に有利なボールカウントにおいて、敢えてボール球を投げることである。具体的には打者を次に投げる内角へのシュートで打ち取るためにまずは外角へボールになるスライダーを投げたり、打者のバットが届かない外角に緩いカーブを投げて打者の打ち気をそらしたり、あるいは踏み込んでくる打者の内角に速球を投げて打者の打撃フォームを崩すことを狙う。
ウエストピッチについての考え方は選手によって様々である。サイ・ヤング賞受賞投手のクリス・カーペンターは「投手に有利な0ボール2ストライクから打者に安打を打たれた場合、それは悪い投球と見做される。だから打者をアウトにするための効果的な投球（ウエストピッチ）をするんだ」と語っている。
一方で、ザック・グレインキーは「ウェストピッチといっても明らかにそれと分かるものを投げるのではなく、低めへのブレーキングボールや高めへの速球で打者を攻めることがより効果的だ」と語っている。
また、別のサイ・ヤング賞受賞投手ティム・リンスカムは「僕は0ボール2ストライクからカーブを投げるための布石として、高めの速球を投げるのが好きではないんだ。だったら（三振を狙って）チェンジアップを投げたい」と語っている。
日本プロ野球においては、明確に「ウエストボール」という言葉は伴わないながら、ボールカウント0-2からストライクを投じることをチームとして忌避したケースがあり、江川卓（読売ジャイアンツ）は引退後の対談で、このカウントからヒットを打たれると罰金を取られたため、捕手からの懇願でその場合は仕方なくボール球を投げていたと述べている。